# تقاسم الطعام المتبادل
تقاسم الطعام المتبادل هو نوع من الإيثار المتبادل حيث يقوم فرد ما بمنح طعامه المطبوخ لشخص آخر. ونرى تقاسم الطعام بشكل ملحوظ على نطاق واسع بين الحيوانات والحشرات والطيور والثدييات ومصاصي الدماء والخفافيش والقرود. وهناك إطار مفاهيمي لتقاسم الطعام مع غير الأقارب. وهو ليس سلوكًا نشطًا على الدوام; وقد يعتبر التسامح في السرقة نوعًا من تقاسم الطعام (ستيفنز وجيلبي). ولا يحدث تقاسم الطعام بين أفراد نفس العائلة فقط، بل بين غير الأقارب أيضًا مما يثير تساؤلا هامًا حول التطور.

## الخفافيش مصاصة الدماء
يجب أن يحصل الخفاش مصاص الدماء، الذي يتغذى في الأساس على الماشية والفقاريات الأخرى، على وجبة كل 48-72 ساعة أو يتضور جوعًا. وذات ليلة، قد لا ينجح بعض أفراده في الحصول على طعام، ولحسن حظ من لم يتناولوا طعامًا فإن الأفراد الذين طعموا يتقيأون بعض الطعام لمن لم ينجحوا في الحصول على طعام.
وحتى تستمر هذه السمة عبر أزمان التطور، من الضروري وجود مستوى من التعرف بين أفراد الخفافيش، وقد يرفض خفاش يؤثر نفسه، أن يتقيأ الدم لغيره ممن لم يشارك الدم مع الآخرين من قبل. ولم يُعرف حتى الآن الآلية وراء رد الفعل ذاك.

## الطعام في مقابل السداد بغير الطعام

### التهيؤ
يشير ويلكينسون إلى أن سداد مقابل الدم المُعطى ليس من الضروري أن يكون دمًا بل يمكن أن يكون المساعدة في التزين والتهيُأ.

### افتراض اللحم مقابل الجنس
تقوم ذكور أنواع معينة من الحشرات أو الطيور أو الثدييات بتقديم الطعام لإناثها حتى يزيدوا من قدرتهن الإنجابية. وربما يقدم لها الطعام قبل التزاوج حتى يجذب الإناث، أو بعد التزاوج لتغذية الأنثى وزيادة خصوبتها. وفي الحشرات آكلة اللحوم قد يقدم الذكر الطعام للأنثى حتى لا تلتهمه بعد التزاوج.